# Stephen Butterworth
Stephen Butterworth (Rochdale, 11 agosto 1885 – Cowes, 28 ottobre 1958) è stato un fisico britannico.
Figlio di Alexander Butterworth, postino, ed Elizabeth (cognome da nubile sconosciuto), fu il secondo di 4 figli.
Nel 1904 entrò all'Università di Manchester.
Ha lavorato per il National Physical Laboratory e per l'Admiralty Research Laboratory.
È noto per avere teorizzato i polinomi di Butterworth e il filtro Butterworth.
| Controllo di autorità | VIAF (EN) 94496812 · ISNI (EN) 0000 0004 2656 5720 |